# Societatea Arta română
Societatea Arta română a fost o organizație artistică ce a luat ființă în ziua de 9 martie 1918 la București. Fondatorii ei, au fost artiștii care au fost mobilizați la Marele Cartier General al armatei române de la Iași - Ștefan Dimitrescu, Camil Ressu, Nicolae Tonitza, I. Ștefănescu, Ion Theodorescu-Sion, Nicolae Dărăscu, Alexis Macedonski, Ionescu Doru, Oscar Han și Traian Cornescu. Celor mai mulți dintre ei li s-a insuflat pe front spiritul de abnegație și de jertfă al soldaților români, precum și dârzenia cu care aceștia au luptat în marea confruntare armată a acelei perioade istorice. Artiștii și-au coagulat dorința de a face o artă străbătută de umanitate și mai ales ancorată în realitate, totul având la bază o speficitate autohtonă. Aceștia s-au plasat pe o poziție de adversitate contra Societății Tinerimea artistică, care în opinia lor a ajuns să fie bastionul unei arte academico-romantico-idilice ce era ruptă de realitatea înconjurătoare.
Societatea a organizat o serie de expoziții de mare nivel artistic în perioada 1917-1924 și a adunat împrejurul ei pe cei mai reprezentativi artiști plastici din România. Ea a preluat idealurile Tinerimii artistice ce a devenit în perioada de după prima conflagrație mondială a secolului al XX-lea o mișcare care doar beneficia de aura prestigiului pe care l-a obținut cu mulți ani în urmă. Lucrurile stăteau identic și în cazul comparării Artei române cu Societatea „Cercul artistic”.
Activitatea Artei române, cu excepția expoziției din anul 1928, a avut o mare rezonanță în mișcarea artistică din România. Ea a devenit în perioada 1917 - 1924, principalul inițiator al idealurilor artiștilor ce au fost mobilizați pe frontul primului război mondial. Ea a contribuit la realizarea unor opere ancorate în realitatea înconjurătoare, la un înalt nivel plastic. Arta română a fost purtătoarea unui mesaj umanist susținând, în principal, specificul național. Societatea Arta română  s-a impus pentru o perioadă de șapte ani de zile ca fiind principala mișcare artistică din România.

## Frământările artistice ale timpului
După terminarea primului război mondial, viața artistică din România a cunoscut noi valențe. Numărul artiștilor și al manifestărilor expoziționale s-au înmulțit ca și cel al amatorilor de artă. Similar acestora s-a constat la nivel istoric o efervescență a coagulării intereselor artiștilor în diverse societăți și organizații de promovare a artelor cu o febrilitate nemaiîntâlnită până atunci. Acestea se înființau și dispăreau cu mare repeziciune asemeni efemeridelor, unele având însă și un caracter meteoric așa cum a fost Societatea Arta română. Ca urmare, atmosfera existentă înainte de război ce era caracterizată de o lipsă de dinamism, a fost înlocuită de una preponderent activă ce dă posterității o imagine care sugerează o instabilitate indusă, probabil, de o neliniște a expozanților de a se prezenta în fața unui public insuficient educat pentru a aprecia un act de natură artistică. Așa a proliferat ideea de "societate" definită într-un mod elocvent de Alexandru Busuioceanu în anul 1939:
„... Fenomenul cel mai curent în artele noastre plastice este tendința de asociere. De la război până azi, grupările și asociațiile cele mai variate s-au ivit, unele stăruind câțiva ani, altele dizolvându-se îndată după înființare, pentru a reapărea cu alte nume sau constelații variate. S-ar putea spune chiar că artistul nostru plastic nu se poate simți bine decât într-o asociație. Solidaritatea cu camarazii îi îngăduie conștiința sporită a unui combatant pentru un ideal, îi dă dreptul să vorbească în numele unui program, sau să se simtă reprezentantul unei generații. Generația a fost mai ales promotorul acestui spirit de asociere."
----- Alexandru Busuioceanu: Scrieri despre artă, cap. Asociația Arta, Editura Meridiane, București, 1980, pag. 176
sau:
„...Dar grupurile nu sunt, de cele mai multe ori, decât simple întâlniri prietenești, și mai simple asociații economice, în care năzuințele comune sau solidaritatea de program nu se pot verifica în ordinea spirituală. Străduințele artistice rămân tot izolate, fără aderențe cu tovarășii din dreapta și din stânga, și uneori în vădită ostilitate în cuprinsul aceleiași confraternități."
----- Alexandru Busuioceanu: Scrieri despre artă, cap. Grupul Arta nouă, Editura Meridiane, București, 1980, pag. 114

## Fondarea societății
Ca urmare a condițiilor de viață, aspre și pline de mizerie, pe care le-au avut artiștii ce au fost mobilizați la Marele Cartier General de la Iași pe timpul desfășurării primului război mondial, aceștia și-au conturat un cadru comun al idelurilor și al aspirațiilor profesionale. Celor mai mulți dintre ei li s-a insuflat spiritul de abnegație și de jertfă al soldaților români, precum și dârzenia cu care aceștia au luptat în marea confruntare armată a acelei perioade istorice. Artiștii și-au coagulat dorința de a face o artă străbătută de umanitate și mai ales ancorată în realitate, totul având la bază o speficitate autohtonă. În momentul în care Societatea Tinerimea artistică le-a făcut propunerea de a participa la marea expoziție pe care a organizat-o în luna aprilie 1918, artiștii de pe front au refuzat cu indignare să participe. Ei au considerat că Tinerimea artistică a ajuns să fie bastionul unei arte academico-romantico-idilice ce era ruptă de realitatea înconjurătoare. Datorită acestor motive, grupul de pe front au înființat o nouă societate ce se dorea a fi o organizație care să le ofere un cadru în care aspirațiile lor să poată a fi relevate. Aceasta urma să le ofere un plus în direcția căutării unei linii de extindere și aprofundare a modalităților de exprimare specifice artei românești.
Din motivele exprimate mai sus, Societatea Arta Română a luat ființă în ziua de 9 martie 1918 la București. Fondatorii ei au fost următorii: Ștefan Dimitrescu, Camil Ressu, Nicolae Tonitza, I. Ștefănescu, Ion Theodorescu-Sion, Nicolae Dărăscu, Alexis Macedonski, Ionescu Doru, Oscar Han și Traian Cornescu.

Fondatorii Societății Arta română
Oscar Han
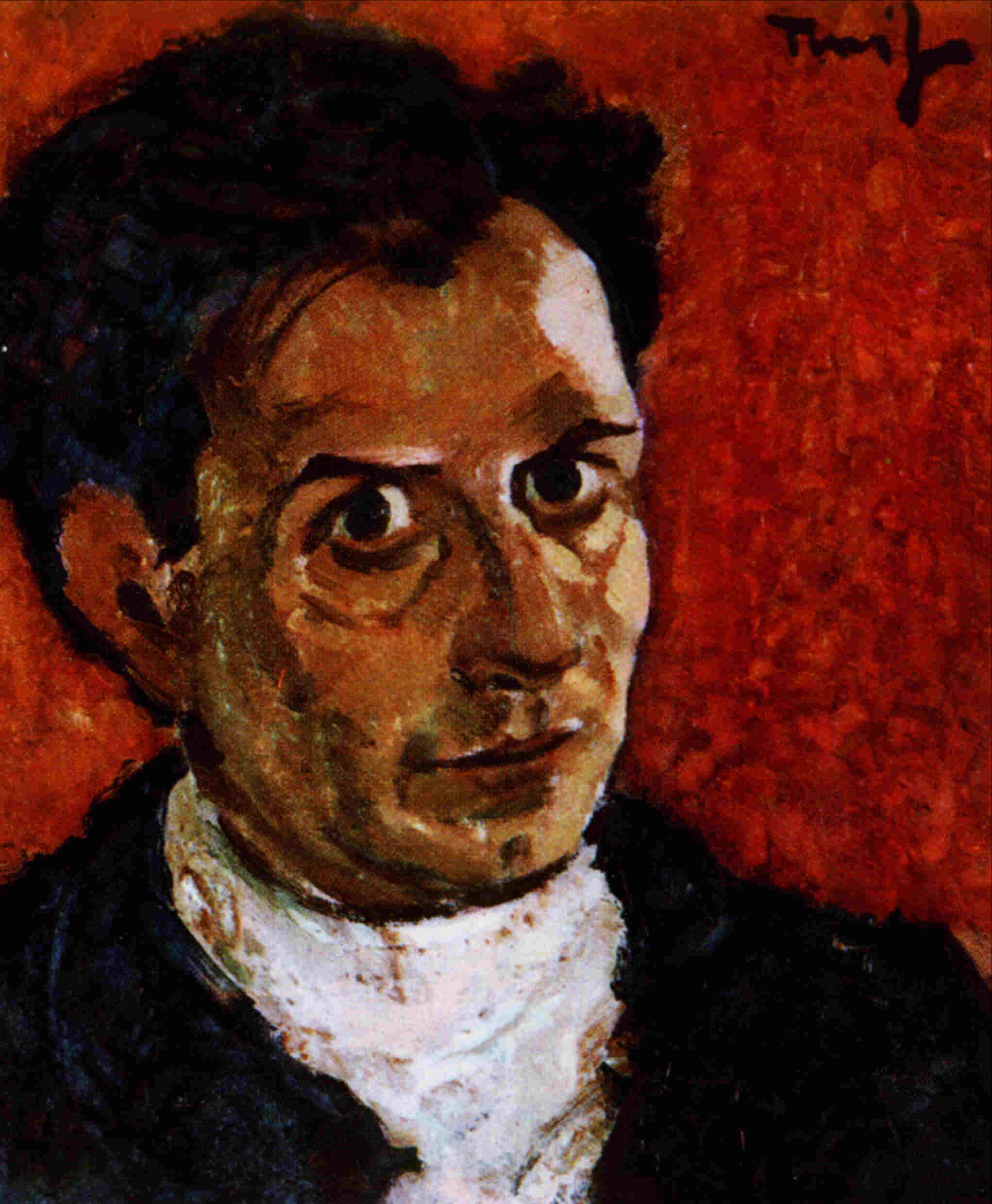
Tonitza
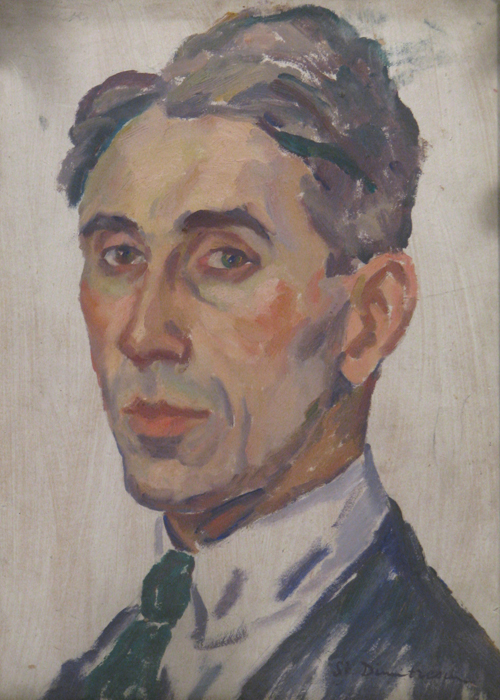
Ștefan Dimitrescu<!--
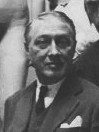
Camil Ressu
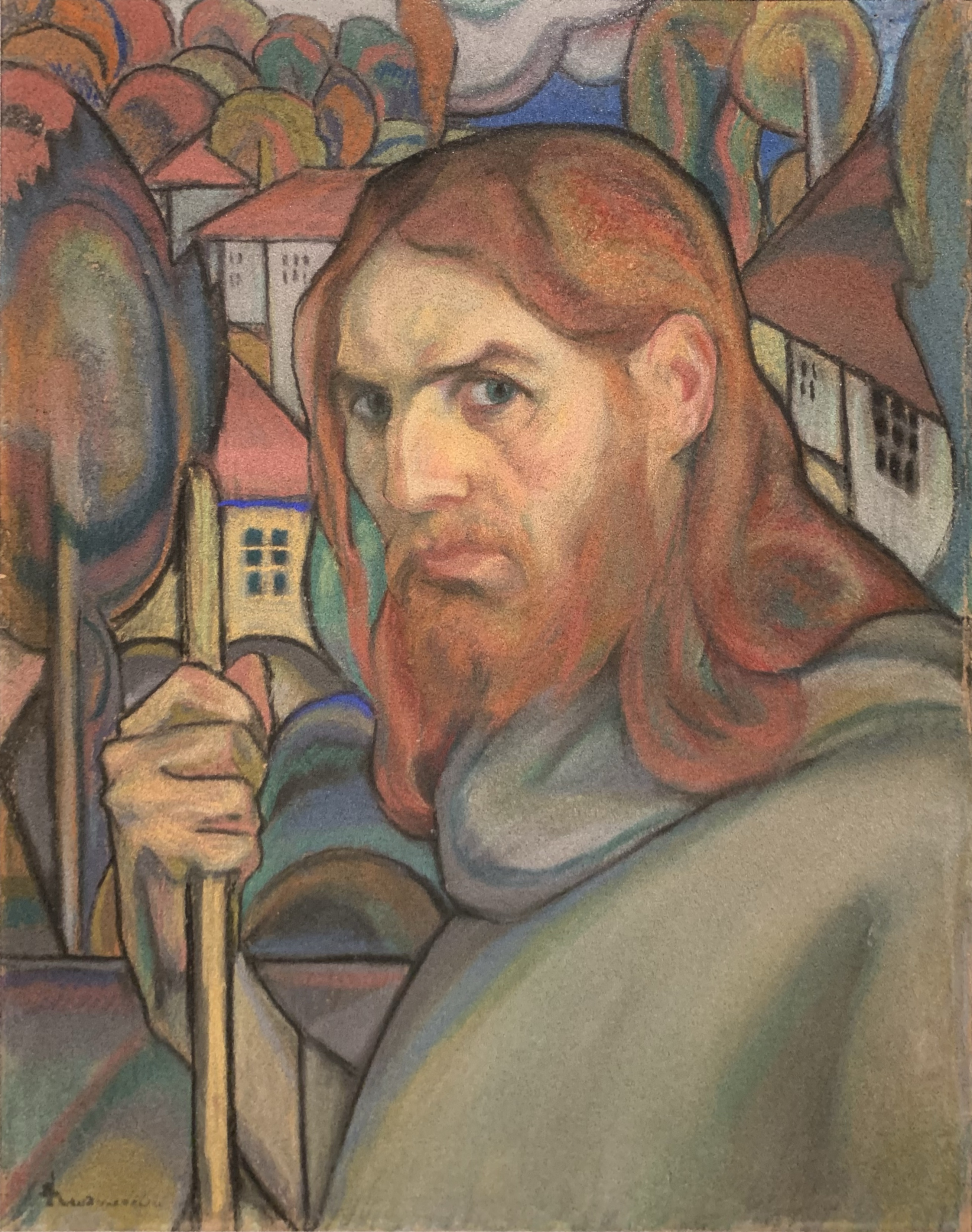
I. Th. Sion
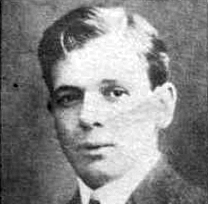
Nicolae Dărăscu

Datorită respectului pe care fondatorii îl aveau pentru cultul artei naționale, Societatea Arta română a avut stipulat în statutele sale, sprijinirea și dezvoltarea picturii contemporane și mai ales popularizarea operelor artistice din istoria poporului român. Țelurile statutare au fost publicate în Revista Luceafărul în anul 1919. Ele au fost următoarele:
- răspândirea, dezvoltarea și încurajarea artelor frumoase;[6]
- organizarea de manifestări expoziționale anuale;[6]
- cercetarea izvoarelor de artă națională românească - sculptură, pictură, iconografie, arhitectură, țesături, sculptură în lemn, scoarțe, olărie și tot ce exista în domeniul artei decorative de sorginte rustic-națională. O dată identificate toate acestea, ele trebuiau să facă obiectul unor manifestări de popularizare a lor prin expoziții, conferințe și publicații de media. Intenția societății era ca toate manifestările pe care urma să le organizeze să fie făcute pe toată întinderea țării, în mod speccial în Transilvania „... spre a se face cunoscute artele noastre plastice și bogăția artei noastre naționale;”[6]
- înființarea unei biblioteci și a unei galerii de artă;[6]
- ocrotirea și prezervarea tuturor monumentelor istorice;[6]
- încurajarea realizării a oricărei lucrări de artă cu scop național;[6]
- încurajarea și susținerea oricărui artist, chiar dacă acesta nu era membru al societății.[6]

## Manifestări artistice

### Expoziția din aprilie 1918 de la Iași
Imediat după constituirea Societății Arta română, aceasta a organizat la Iași o expoziție ce s-a desfășurat simultan cu cea deschisă de Societatea Tinerimea artistică la București. Prin aceasta s-a dorit demonstrarea tuturor divergențelor de opinii și mai ales de aspirații artistice dintre cele două. Precipitarea de care au dat dovadă fondatorii în deschiderea expoziției de la Iași, a fost cauzată și de faptul că societarii Tinerimii artistice, tocmai pentru a masca refuzul grupului de artiști de pe front de a participa la expoziția Tinerimii de la București, intenționau să-i reprezinte pe contestatari la evenimentul lor. După cum se știe, Tinerimea artistică a organizat simultan cu expoziția ei și una retrospectivă de artă românească în care au fost prezentate cele mai bune lucrări, din galeriile statului sau particulare, ale artiștilor decedați, absenți sau dispăruți din ultimii zece ani.
Vernisajul evenimentului de la Iași a avut loc în ziua de 18 aprilie 1918 în clădirea din strada Lăpușneanu nr.18, local folosit în mod uzual pentru toate expozițiile care aveau loc în acea epocă. Și-au expus pe simeze lucrările: Nicolae Dărăscu, Traian Cornescu, Ionescu Doru, Ștefan Dimitrescu, Alexis Macedonski, Ion Theodorescu-Sion, Camil Ressu, Oscar Han și Nicolae Tonitza.

### Expoziția din martie 1919 de la București
Societatea Arta română a organizat în luna martie 1919 o nouă expoziție la București la Sala Arta de pe strada Franklin. Cum condițiile de lucru au fost neprielnice și timpul pentru realizarea de noi lucrări a fost destul de scurt, creațiile artiștilor nu au avut conotații artistice deosebite. Cu ocazia noii manifestări au fost cooptați noi membri. Au expus: Gabriel Popescu, Mișu Teișanu, Ion Theodorescu Sion, Alexis Macedonski, Traian Cornescu, Camil Ressu, Nicolae Dărăscu, Ștefan Dimitrescu, S.T. Tomescu, Marius Bunescu, Nicolae Tonitza, Oscar Han, Cornel Medrea, Ion Jalea, Ionescu Doru, etc.
Toți participanții au dat dovadă, pe lângă o exigență calitativă, de o consecvenă în reprezentarea în operele lor a vieții reale. Evenimentul organizat de societate s-a deschis în același timp cu expoziția Tinerimii artistice și peste drum de aceasta. În acest fel s-a creat premisele confruntării directe dintre cele două manifestări artistice, exact cum, istoric vorbind, s-a întâmplat cu douăzeci de ani înainte cu Societatea Ileana și Expoziția artiștilor în viață din anul 1898.

### Alte manifestări expoziționale
Societatea a organizat încă trei expoziții - în anul 1920, 1921 și 1922. Diferența dintre calitatea artistică a exponatelor prezente la propriile evenimente și cele prezente la manifestările Tinerimii, erau net în favoarea Artei române. Tinerimea artistică era în faza în care ea beneficia doar de aura prestigiului pe care l-a obținut cu mulți ani în urmă. Lucrurile stăteau la fel și în cazul comparării cu evenimentele organizate de Societatea „Cercul artistic”. Până în anul 1922, Arta română a reușit să surclaseze toate manifestările artistice care se derulau în capitala României așa cum a afirmat, de altfel, și O.W. Cisek în anul 1928 că „... societatea (artistică n.n.) care de la 1918 încoace a devenit reprezentativă prin cele mai de seamă eforturi pe tărâmul creației adevărate.”
Expozițiile societății din anii 1923 și 1924, prin scrupulozitatea deosebită în selecția exponatelor - 168 în anul 1923 și 88 în anul 1924 - și prin cooptarea unor noi membri, precum și prin primirea unor transfugi renumiți de la Tinerimea artistică ca Dumitru Ghiață, Jean Alexandru Steriadi, Mișu Teișanu și Petre Iorgulescu-Yor, au adus un plus de prestigiu propriei organizații, care s-a impus pe piața bucureșteană ca fiind principala mișcare artistică din România.

## Concluzii și Destrămarea societății
Așa cum a afirmat Francisc Șirato în anul 1919, societatea prin membrii ei - Traian Cornescu, Octav Băncilă, Marius Bunescu, Ștefan Dimitrescu, Nicolae Dărăscu, Nicolae Tonitza, Iosif Iser, Theodor Pallady, Ionescu Doru, Camil Ressu, Ion Theodorescu-Sion, Francisc Șirato, S.T. Tomescu, Oscar Han, Constantin Brâncuși, Cornel Medrea, Ion Jalea, Dimitrie Paciurea, S. Maur, Nina Arbore, Max Herman Maxy, etc., chiar dacă nu avea un crez artistic unic și chiar dacă, unii dintre artiști au promovat un stil care se apropia destul de mult de realizările celor de la Tinerimea artistică, prin prin numărul societarilor și prin creațiile valoroase pe care le-au făcut cunoscute publicului larg, au adus un suflu nou care a primenit semnificativ arta românească.
Grupul fondator al societății „... potrivindu-și pasul după ritmul estetic al vremii”, a adus  în prim-plan o linie comună de urmat și „... o adaptare cât mai perfectă cerințelor sufletului modern, căutând să-i redea aspirațiunile și trebuințele atât de complexe și de disparate cu toată rafinăria de care dispune astăzi arta”.
Expoziția din anul 1924 a adus cu ea o creștere artistică calitativă, atât prin noua pasiune a artiștilor de a picta frumoasele peisaje dobrogene cu toate efectele cunoscute ale pitorescului, cât și prin efortul pe care unii artiști l-au făcut în crearea de compoziții pe care istoria picturii din România le-a identificat ca fiind printre cele mai valoroase din arta autohtonă - Francisc Șirato cu compoziția intitulată Întâlnirea, Ștefan Dimitrescu cu Cina sau Ion Theodorescu-Sion cu La izvorul Troiței.
După toate victoriile pe care le-a repurtat societatea pe tărâmul artistic, animozitățile dintre societari nu s-au atenuat. Diferendele izvorau din faptul că unii membri au început să ocupe poziții în juriile evenimentelor expoziționale și prin funcțiile pe care le-au ocupat și-au creat avantaje, în principal prin distribuirea părtinitoare a spațiilor de expunere. Ca urmare, cei frustrați au desfășurat o activitate plină de râvnă în cadrul Sindicatului artelor frumoase în vederea reînființării Salonului oficial, de la care sperau că prin faptul existenței unui juriu mai numeros, evaluările să fie imparțiale și afirmarea talentelor să meargă pe o relație mai democratică.
Așa cum a rezultat din activitatea nemulțumiților la Sindicatul Artelor Frumoase, strădania lor a fost încununată de succes. Salon oficial și-a reluat activitatea expozițională, primul vernisaj fiind inaugurat în anul 1924. Efectul de bumerang s-a resimțit instantaneu prin retragerea frustraților din Societatea Arta română, fapt ce a indus automat la destrămarea ei. Au existat și apologeți ai organizației care s-au străduit s-o scoată din impas. Urmarea, previzibilă de altfel, a fost că Arta română a sucombat pentru o lungă perioadă de timp. De abia după trei ani de zile, Ion Theodorescu-Sion a luat inițiativa de aducere la viață a ei. Dintr-o scrisoare către acesta întocmită de Francisc Șirato în ziua de 8 decembrie 1927, reînființarea societății a fost considerată de către acesta ca foarte necesară deoarece „... valul crescând al dilentantismului și derutarea gustului public creează reale prejudicii artei și artiștilor din România". Scrisoarea se afla în anul 1969 în posesia d-lui Nicolae Stratan, nepotul lui Francisc Șirato.
Fără a mai reuși reunirea tuturor societarilor importanți, Ion Theodorescu-Sion a adunat în jurul său o parte dintre vechii membrii care și-au arătat disponibilitatea susținerii demersului sion-ist. Astfel, societarii erau următorii: Catul Bogdan, Constantin Brâncuși, Leon Biju, Marius Bunescu, Nicolae Dărăscu, Henri Catargi, Ionescu Sion, Anastase Demian, Ion Jalea, Iosif Iser, Cornel Medrea, Aurel Kessler, Mihai Onofrei, Corneliu Michăilescu, Theodor Pallady, Dimitrie Paciurea, Jean Alexandru Steriadi, Tache Papatriandafil, Ion Theodorescu-Sion și Tache Soroceanu.
Noii membri societari au deschis în primăvara anului 1928 o nouă expoziție. Aceasta a fost salutată de către cronica de presă cu mare entuziasm, deși evenimentul a fost primit cu rezervare. Cele mai multe dintre exponate - 10 sculpturi și 55 de uleiuri, au fost aspru criticate. Acest fapt, a dus la o diminuare semnificativă a entuziasmului inițial al societarilor. Expoziția din primăvara anului 1928, a fost ultima licărire a Societății Arta română. La această manifestare nu au participat Nicolae Dărăscu, Dimitrie Paciurea și Catul Bogdan.
Motivele destrămării societății au fost identificate de unele condeie ale cronicii artistice ale timpului. Aceștia au considerat că organizația a ajuns în situația desființării din cauză că unii membri, cei mai notorii - Oscar Han, Ștefan Dimitrescu, Francisc Șirato și Tonitza, nu s-au raliat la noul impuls generat de inițiativa lui Theodorescu-Sion. De fapt, dispariția Artei române nu poate fi imputată pretextelor identificate de cronicarii din acea epocă, nici animozităților dintre membrii ei, ci din cauza că noul statut al societății a fost revizuit de unii societari. Astfel, în vechiul statut se menționa că:
„... [societatea a fost înființată] din sentimentul de protest al talentelor exuberante gata să se reverse din digurile stârnite ale egoismului celor îmbătrâniți sufletește, și din acela de a dovedi că arta în acele timpuri nu trebuie considerată numai ca pură expresiune a sensibilității ci ca o necesitate culturală în care conștiința latinității poporului nostru își găsea o nouă și puternică afirmare.”
Idealul care a coagulat o generație în urmă cu zece ani de zile (1919), nu mai exista în percepția noilor membri. Dorința lor era doar de a realiza o artă „... aptă de a stăvili valul crescând al diletantismului și al mediocrității”. Activitatea Artei române, cu excepția expoziției din anul 1928, a avut o mare rezonanță în mișcarea artistică din România. Ea a devenit în perioada 1917 - 1924, principalul inițiator al idealurilor artiștilor ce au fost mobilizați pe frontul primului război mondial. Ea a contribuit la realizarea unor opere ancorate în realitatea înconjurătoare, la un înalt nivel plastic. Arta română a fost purtătoarea unui mesaj umanist susținând, în principal, specificul național.